# Leucochrysa (Nodita) morrisoni
Leucochrysa (Nodita) morrisoni is een insect uit de familie van de gaasvliegen (Chrysopidae), die tot de orde netvleugeligen (Neuroptera) behoort. 
Leucochrysa (Nodita) morrisoni is voor het eerst wetenschappelijk beschreven door Navás in 1914.